# Дивизия аэростатов заграждения

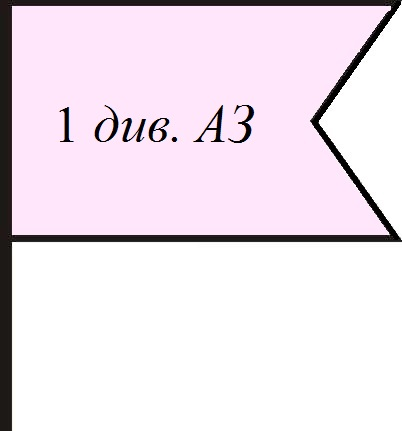
Знак дивизии аэростатов заграждения на оперативно-тактическую карту

Дивизия аэростатов заграждения (сокращённо див. АЗ) — тактическое формирование (соединение, дивизия) войск противовоздушной обороны (ВПВО), состоящее из управления (штаба), частей и подразделений вооружённых сил РККА для создания зон воздушного заграждения в зоне противовоздушной обороны Москвы.

## Назначение дивизии

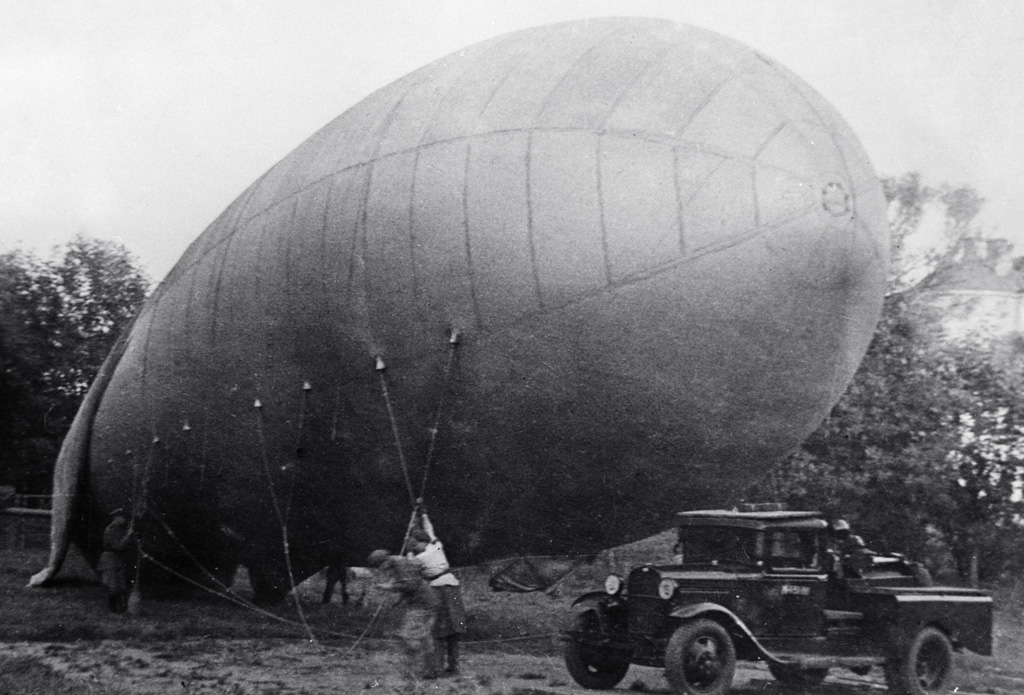
Установка аэростата воздушного заграждения в Москве. 20 июня 1942

Дивизия аэростатов заграждения предназначена для борьбы с воздушным противником методом создания зон воздушного заграждения и решения боевых задач во взаимодействии с соединениями других родов Войск ПВО.

## Состав дивизии
Дивизия аэростатов заграждения имела в своем составе:
- управление;
- 2 полка аэростатов заграждения (АЗ);
- части и подразделения обеспечения и обслуживания.

## Выполнение задач
Свои задачи Дивизия аэростатов заграждения выполняла в назначенном районе боевых действий системы ПВО Москвы.

## История
Дивизии аэростатов заграждения стали формироваться в мае 1943 г. на основании Приказа НКО СССР в системе ПВО Москвы для создания зон воздушного заграждения. Всего было сформировано три дивизии:
- 1-я дивизия аэростатов заграждения на базе 1-го полка аэростатов заграждения;
- 2-я дивизия аэростатов заграждения на базе 9-го полка аэростатов заграждения;
- 3-я дивизия аэростатов заграждения на базе 13-го полка аэростатов заграждения;

которые вошли в состав Московского фронта ПВО, а в последующем в состав Особой Московской армии ПВО.
В составе действующей армии дивизии находились с 21 мая 1943 года по 1 октября 1943 года.
По решению ГКО в 1942 году в Московскую армию ПВО пришли мобилизованные добровольцы, около 20000 девушек. Более 3000 из них были направлены в части АЗ.

### 1-я дивизия аэростатов заграждения

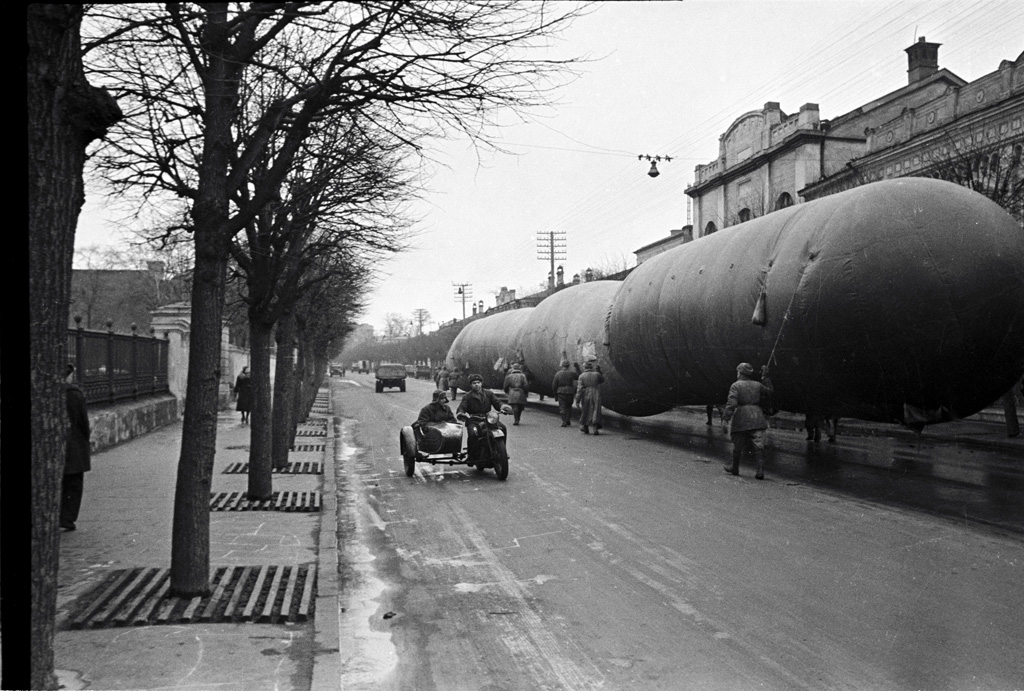
Газгольдеры для заправки аэростатов воздушного заграждения. Большая Ордынка. Москва. Ноябрь 1941

Сформирована в мае 1943 года на базе 1-го полка аэростатов заграждения. Состав:
- 2-й полк аэростатов заграждения;
- 16-й полк аэростатов заграждения.

Командир дивизии — генерал-майор Пётр Иванович Иванов/

### 2-я дивизия аэростатов заграждения
Сформирована в мае 1943 года на базе 9-го полка аэростатов заграждения. Состав:
- 7-й полк аэростатов заграждения;
- 8-й полк аэростатов заграждения.

Командир дивизии — полковник Эрнст Карлович Бирнбаум

### 3-я дивизия аэростатов заграждения
Сформирована в мае 1943 года на базе 13-го полка аэростатов заграждения. Состав:
- 10-й полк аэростатов заграждения;
- 12-й полк аэростатов заграждения.

Командир дивизии — полковник Сергей Константинович Леандров

## Вооружение
На вооружении дивизий состояли:
- аэростаты заграждения типа КВ-КН с наземными лебедками Л36 на шасси ГАЗ-АА,
- аэростаты заграждения типа КТВ-КТН с наземными лебедками Л36 на шасси ГАЗ-АА,
- аэростаты заграждения К6В-К6Н с наземными лебедками Л36 на шасси ГАЗ-АА,
- одиночные аэростаты заграждения КО-1 с наземными лебедками Л36 на шасси ГАЗ-АА,
- одиночные аэростаты заграждения БАЗ-136 с наземными лебедками Л36 на шасси ГАЗ-АА (применялся также в тандеме).

## Способы постановки зон заграждения
Каждый полк дивизии имел по штату 216 постов АЗ. Для прикрытия Москвы планировалось поднимать 432 аэростата на дистанции 800—1000 метров друг от друга. В тот период площадь центральной части столицы была около 200 квадратных километров, а по границам города — около 330 квадратных километров. Штатной численности было вполне достаточно, чтобы создать 100 % вероятность столкновения самолета противника с тросом АЗ при его полете ниже потолка поднятия аэростатов по курсу через центр столицы с любого направления. Аэростаты заграждения предвоенного выпуска имели высоту подъёма 2500 — 3000 м одиночных АЗ, а в системе «тандем» до 4000 — 5000 м.
Структура полка АЗ была сложной и перегруженной. Полк имел два дивизиона и 108 постов в каждом. Дивизион состоял из четырёх отрядов по 27 постов, отряд — из трех звеньев по 9 постов АЗ в каждом. На посту АЗ несли службу 12 человек: командир — старший сержант, моторист-сержант и 10 красноармейцев-воздухоплавателей. Командир звена АЗ имел в подчинении 9 постов АЗ и не имел заместителей и техники, был единственным средним командиром на 108 военнослужащих. В то же время в стрелковой роте на 120 человек было 6 средних командиров. При этом полк АЗ был разбросан по территории 180—200 км² и поэтому был трудноуправляемым.

## Итоги боевой работы
За весь период войны 1941—1945 гг. части АЗ Московского фронта ПВО произвели около 217000 подъёмов аэростатов. По отчётам дивизий АЗ всего было зафиксировано 92 случая налёта самолёта на трос аэростата, из них 12 сбиты на месте или повреждены с последующим выполнением вынужденной посадки. Больше половины из них — свои самолёты, в силу тех или иных причин вошедшие в зону тросового аэростатного заграждения.
За весь период Отечественной войны на Москву совершено 134 налёта вражеской авиации, выполнено 9000 самолёто-вылетов. К городу прорвались на большой высоте 243 экипажа. На жилые кварталы сброшено 1526 фугасных и 45000 зажигательных бомб. Это составило только одну десятую часть бомбового груза, который планировалось сбросить на столицу.
Объединёнными усилиями всех боевых средств ПВО при отражении атак немецкой авиации на Москву было уничтожено 1305 самолётов противника.